# Ylenia Baglietto
Ylenia López Pita Baglietto (Eibar, 18 dicembre 1986) è un'attrice e ballerina spagnola, nota per aver interpretato il ruolo di Maite Zaldúa nella soap Una vita.

## Biografia
Ylenia Baglietto è nata il 18 dicembre 1986 a Eibar, in provincia di Gipuzkoa (Spagna). Da bambina ha praticato ginnastica ritmica, diventando campionessa di Spagna nell'Individuale negli anni 2000 e 2002. Secondo Ylenia la ginnastica è servita: per far emergere il lato artistico che ora mostro in televisione.

## Carriera
Ylenia Baglietto ha studiato recitazione alla scuola di teatro Guecho, ottenendo il suo primo ruolo come attrice televisiva nella serie Goenkale, serie cult e più lunga della televisione basca.
Nel 2015 ha ricevuto il Premio Ercilla come miglior attrice teatrale emergente per la sua interpretazione ne La Gaviota di Chejov.
Inizia così una carriera in cui si alterna tra serie televisive, film e opere teatrali. Nel 2019 raggiunge la notorietà interpretando Maite Zaldúa nella soap opera Una vita di TVE. Secondo Ylenia, le donne omosessuali hanno bisogno di più riferimenti nel mondo dell'audiovisivo.

## Filmografia

### Cinema
- El peor corto de la historia, regia di Iñaki Reyna (2010)
- El Sentimiento profundo (2011)
- Anfitrión especial (2011)
- La Dama guerrera. La leyenda de Ana de Velasco, regia di Ana Murugarren (2012)
- Alaba Zintzoa (La hija honesta), regia di Alvar Gordejuela e Javier Rebollo (2013)
- Tres mentiras, regia di Ana Murugarren (2015)
- Pikadero, regia di Ben Sharrock (2015)
- Otto cognomi catalani (Ocho Apellidos catalanes), regia di Emilio Martínez Lázaro (2015)
- Argi, regia di Iratxe Mediavilla (2016)
- La higuera de los bastardos, regia di Ana Murugarren (2017)
- Soinujolearen Semea, regia di Fernando Bernués (2018)
- La pequeña Suiza, regia di Kepa Sojo (2019)
- García y García, regia di Ana Murugarren (2021)

### Televisione
- Goenkale – serie TV (2010-2013)
- La dama guerrera, regia di Ana Murugarren – film TV (2013)
- Gifted Corporation – serie TV (2014)
- Bago!az – serie TV (2017)
- Presunto culpable – serie TV (2018)
- Allí abajo – serie TV (2019)
- Una vita (Acacias 38) – soap opera (2019-2020)
- Patria – serie TV (2020)
- Etxekoak – serie TV (2020)
- Etxekoak Udan – serie TV (2020)

### Cortometraggi
- Elisabeta, regia di Iñaki Reyna (2010)
- Eskerrik asko, Roberto, regia di Iñaki Reyna (2010)
- El peor corto de la historia, regia di Iñaki Reyna (2010)
- Cortometraje apocalíptico con desenlace nórdico, regia di Iñaki Reyna (2010)
- Sentimendu Sakonak, regia di Iñaki Reyna (2011)
- Preguntador, regia di Lander Otaola (2013)
- Superdown, regia di Igor García (2013)
- Bilbao-Bizkaia Ext: Día, regia di Alaitz Arenzana, María Ibarretxe e Luis Marías (2015)
- Glutamato 2, regia di Iñaki Reyna (2016)
- Borracho, regia di Iñaki Reyna (2017)
- Zacarías, regia di Violeta Trincado (2017)
- El fiestón, regia di Gorka Aguinagalde e Xabi Vitoria Tejado (2022)
- Superjodidos, regia di Gaston Haag (2022)

## Teatro
- Voces pisadas (2008)
- Reptiles sonrientes (2009)
- El sueño de la mina (2010)
- La estación (2010)
- Bla, bla, bla (2010)
- Nick _Maritxu Nick Bartolo (2011)
- arratoitxo pinpirina (2011-2012)
- Ahatetxo Itsusia (2012)
- Cena con delito (2012)
- Cabaret chihuahua (2014)
- Txanogorritxo (2015)
- Caperucita feroz (2016)
- Obabakoak (2017)
- sientete admirable (2017)
- 13 y martes (2017)
- Niños dejad de joder con la pelota (2018)
- Hiru emakume (2018)
- Yo soy Pichichi (2019)
- Linda Vista (2019)
- Obabakoak (2019)
- Yo, la peor del mundo (2020)

## Danza
- Plenilunio Cabaret (2008)
- Il sentimiento del bianco (2009)
- Bilbodanzz Action (2009)
- Plenilunio Danza (2010)
- Sonrisas y lágrimas (2010)

## Doppiatrici italiane
Nelle versioni in italiano dei suoi film e delle sue serie TV, Ylenia Baglietto è stata doppiata da:
- Luisa Ziliotto[9] in Una vita[10]

## Riconoscimenti
- Premio Ercilla
  - 2015: Vincitrice come Miglior attrice teatrale emergente per La Gaviota di Chejov